# Вселекон
Вселекон е български телевизионен игрален филм (новела, сатира, комедия) от 1974 година на режиьора Михаил Лазаров, по сценария на Росен Босев. Оператор е Станчо Костов, а художник Минчо Минчев.
Филмът е направен по разказа на Радослав Михайлов.

## Актьорски състав
| В главните роли | Изпълнител        |
| --------------- | ----------------- |
| майката         | Катя Чукова       |
| бащата          | Сотир Майноловски |
| синът           | Пепо Габровски    |
|                 | Златина Дончева   |
|                 | Лора Керанова     |